# دورينا كورسوس
دورينا كورسوس (بالمجرية: Korsós Dorina)‏ مواليد 3 سبتمبر 1995 في المجر، هي لاعبة كرة يد مجرية تلعب كجناح أيسر.

## الإنجازات
- البطولة الوطنية المجرية للسيدات:
  - الفوز: 2013، 2014
- كأس المجر لكرة اليد للسيدات:
  - الفوز: 2013، 2014، 2015
- دوري أبطال أوروبا لكرة اليد للسيدات:
  - الفوز: 2013، 2014

## روابط خارجية
- دورينا كورسوس على موقع الاتحاد الأوروبي لكرة اليد (الإنجليزية)